# KTM RC250GP
KTM RC250GP — гоночний мотоцикл, що випускається австрійською компанією KTM з 2012 року для участі у чемпіонаті світу з шосейно-кільцевих мотоперегонів MotoGP в класі Moto3. На цьому мотоциклі у сезоні 2013 гонщики домінували у чемпіонаті, зайнявши перших чотири місця в загальному заліку, а Маверік Віньялес став чемпіоном світу.
На мотоциклі було встановлено серію із 27 перемог поспіль: на ньому було виграно чотири отанні гонки сезону 2012, всі гонки сезону 2013 та перші 6 у 2014-му.

## Історія
Творцем RC250GP став Курт Тріб, розробник двигунів на KTM. Він взяв за основу силовий агрегат кросового мотоцикла 250SX-F, повністю його переробив і видав у 2011 році зовсім новий, по-справжньому прототипний продукт.

## KTM RC250R
У 2013 році було випущено серійну версію RC250GP, яка отримала назву RC250R. Всього було випущено 67 мотоциклів, 40 з яких було призначено для продажу. Серійна модель мала незначні відмінності від гоночної версії: вона була позбавлена електроніки Dell'Orto, вихлопної системи Akrapovic, магнієвих колісних дисків, високоякісних гальм та фабричної підвіски WP — це все було замінено доступнішими аналогами.